# قلعه‌جیق بزرگ
قلعه جیق بزرگ روستایی در دهستان نفتلیجه بخش مرکزی شهرستان گمیشان استان گلستان ایران است.

## جمعیت
بر پایه سرشماری عمومی نفوس و مسکن در سال ۱۳۹۵ جمعیت این مکان ۱٬۳۷۴ نفر (۳۷۰خانوار) بوده‌است.